# Trofeo Matteotti 1990
Il Trofeo Matteotti 1990, quarantacinquesima edizione della corsa, si svolse il 22 luglio 1990 su un percorso di 201,6 km, con partenza e arrivo a Pescara, in Italia. La vittoria fu appannaggio dell'italiano Mario Chiesa, che completò il percorso in 5h15'06", alla media di 38,388 km/h, precedendo i connazionali Franco Ballerini e Stefano Giuliani.

## Ordine d'arrivo (Top 10)
| Pos. | Corridore           | Squadra                    | Tempo    |
| ---- | ------------------- | -------------------------- | -------- |
| 1    | Mario Chiesa        | Carrera Jeans-Vagabond     | 5h15'06" |
| 2    | Franco Ballerini    | Del Tongo                  | a 0'02"  |
| 3    | Stefano Giuliani    | Jolly Componibili-Club 88  | a 0'03"  |
| 4    | Francesco Cesarini  | Del Tongo                  | s.t.     |
| 5    | Christian Henn      | Carrera Jeans-Vagabond     | a 0'04"  |
| 6    | Maurizio Fondriest  | Del Tongo                  | s.t.     |
| 7    | Luca Gelfi          | Del Tongo                  | s.t.     |
| 8    | Gianni Faresin      | Malvor-Sidi                | s.t.     |
| 9    | Maurizio Vandelli   | Gis Gelati-Benotto-Juvenes | s.t.     |
| 10   | Stefano Della Santa | Amore & Vita-Fanini        | s.t.     |